# Hadda Brooks
Pour les articles homonymes, voir Brooks.
Hadda Brooks, de son vrai nom Hadda Hopgood, (1916-2002) est une pianiste et chanteuse de rhythm and blues américaine, née et décédée à Los Angeles.

## Carrière
Dans les années 1940, Hadda Brooks joue du piano, dans le style boogie-woogie. En 1945, Joe Bihari, désireux de créer un label de musique, lui fait enregistrer Swingin' the Boogie. Ce sera le premier 78 tours de Modern Records.
Hadda Brooks développe un style qui ne se limite pas au piano boogie-woogie. Elle chante aussi des ballades, dans un ton proche du blues.
Sa carrière décline au cours des années 1950, devant la vague du rock and roll. Pourtant sa musique connaît un regain d'intérêt dans les années 1990.
Hadda Brooks est citée au « Rhythm and Blues Foundation Hall of Fame ».

## Discographie

### Singles
- Swingin' the Boogie (Modern Records)
- I Went to Your Wedding (Okeh Records)

### Albums
- Femme Fatale (Crown Records)

## Musique de film
- 1947 : Out of the Blue de Leigh Jason